# Березняки (Сахалинская область)
Березняки — село в Сахалинской области России. Подчинено городу Южно-Сахалинску. В рамках организации местного самоуправления входит в городской округ город Южно-Сахалинск.

## География
Расположено в юго-восточной части острова Сахалин, на берегу реки Колка, в 20 км от к северу от города Южно-Сахалинска.
Площадь 5,05 км². Находится в местности, приравненной к районам Крайнего Севера.

## История
Березняки основаны в 1886 году и входили в Корсаковский округ Сахалинского отдела Российской империи. По состоянию на 1894 год в селе было 110 домов, в которых проживало 152 человека взрослого населения, бо́льшую часть которого составляли ссыльные поселенцы, и 30 детей.
После перехода Южного Сахалина к Японии в 1905 году по Портсмутскому мирному договору, село называлось Томиока (яп. 富岡), с 1907 года оно входило в состав японской префектуры Карафуто. В 1911 году в составе пускового участка Тоёхара — Отиай в Томиоке была открыта железнодорожная станция (ныне остановочный пункт Березняки-Сахалинские).
После присоединения Южного Сахалина к СССР, в 1946 году селу было возвращено русское название Березняки (название узаконено 15 октября 1947 года указами Президиума Верховного Совета РСФСР «Об образовании сельских Советов, городов и рабочих поселков в Сахалинской области» и «О переименовании населенных пунктов Сахалинской области»).
15 октября 1947 года Березняки стали центром Березняковского сельсовета в составе Южно-сахалинского района Сахалинской области.
5 декабря 1965 года в связи с упразднением Южно-Сахалинского района сельсовет вошёл в состав Анивского района. 1 сентября 1995 года сельсовет был преобразован в Березняковскую сельскую администрацию, подчинённую муниципалитету Южно-Сахалинска. 30 декабря 2009 года администрация села Березняки включена в городскую администрацию Южно-Сахалинска в качестве отдела.
Границы населённого пункта установлены в 2002 году постановлением администрации Сахалинской области.

## Население
| 1894 | 1925 | 1935 |
| ---- | ---- | ---- |
| 182  | 705  | 498  |

| 2002 | 2010  | 2013  | 2021  |
| ---- | ----- | ----- | ----- |
| 1116 | ↘1067 | ↘1050 | ↗1453 |

Национальный и гендерный состав
По переписи 2002 года население — 1116 человек (548 мужчин, 568 женщин). Преобладающая национальность — русские (91 %).

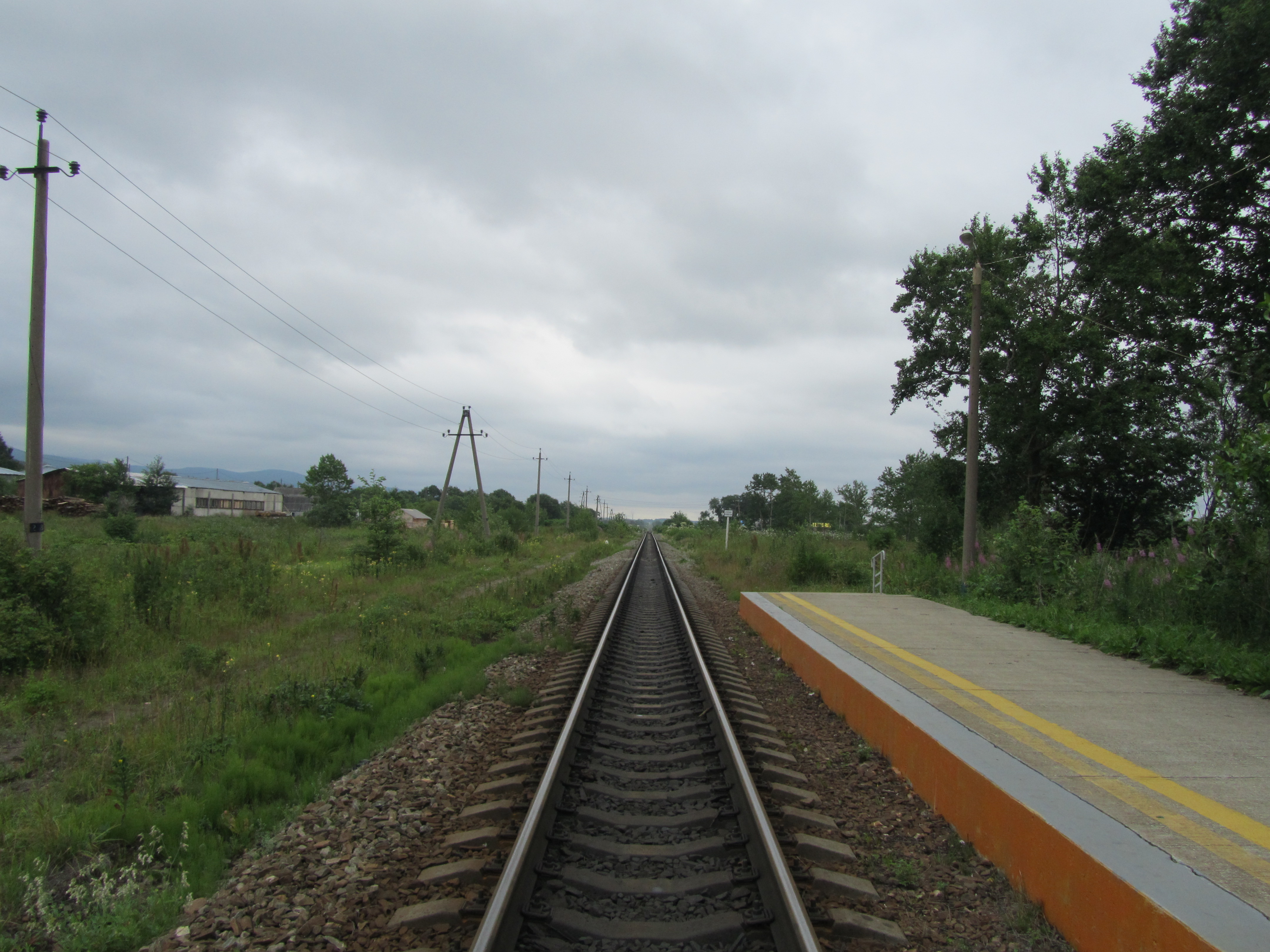
Вид с платформы в сторону Южно-Сахалинска

## Инфраструктура
В селе до начала 1990-х годов действовала станция Березняки-Сахалинские Сахалинского региона Дальневосточной железной дороги.

## Русская православная церковь
В 2022 году открыт Свято-Успенский женский монастырь.

## Транспорт
Доступен автомобильный и железнодорожный транспорт. Проходит федеральная автодорога А-393 «Южно-Сахалинск — Оха». Платформа Березняки Сахалинского региона Дальневосточной железной дороги.